# Modo 7

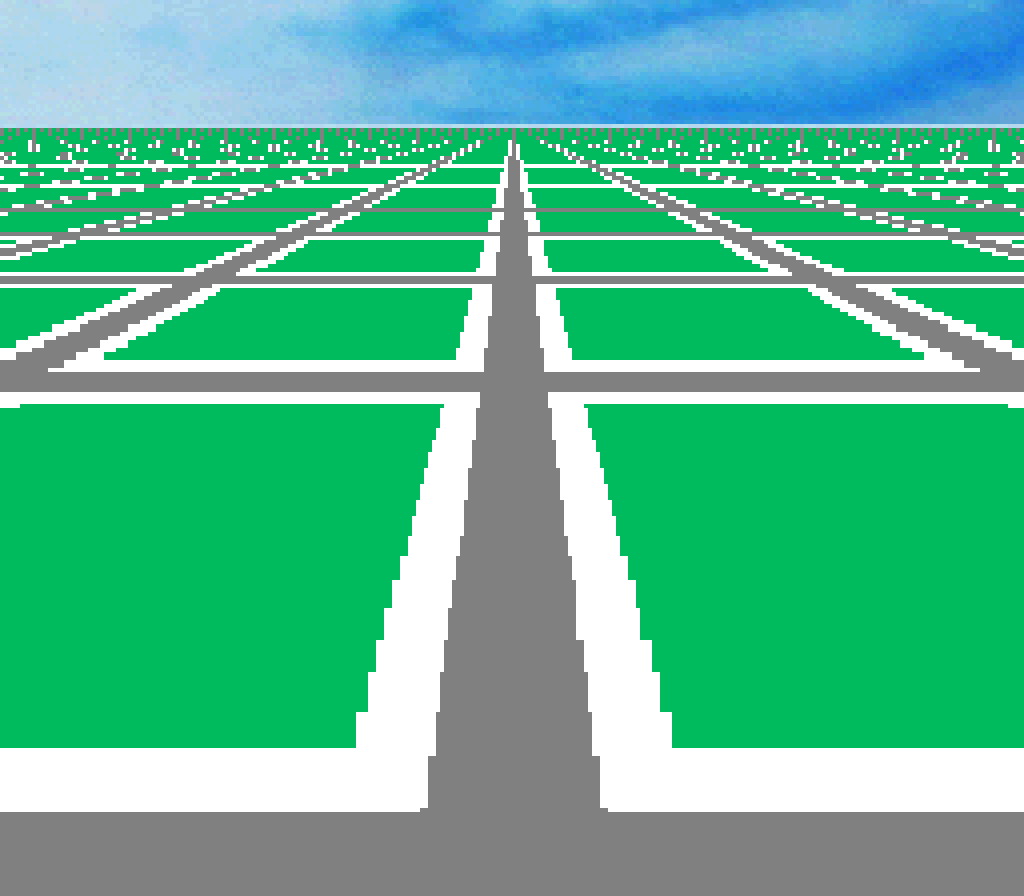
Escena en modo 7.

Proceso de modo 7.

El modo 7 (en inglés mode 7) es un sistema de procesamiento gráfico desarrollado por Nintendo para la consola de Super Nintendo, en la cual manipula una textura para que sea rotada y escalada, para crear una perspectiva de profundidad en una superficie 2D.
De forma resumida se podría decir que el modo 7 solo es un papel pintado en el suelo que puede rotar con nuestras indicaciones
Este sistema se utiliza generalmente en sistemas con 2D con poco soporte para elementos 3D. En el caso de Super Nintendo, algunos de los juegos con estas texturas son Pilotwings, Super Castlevania IV, Secret of Mana, Terranigma, Final Fantasy VI, F-Zero, Super Mario Kart, Super Metroid, Chrono Trigger, Contra III: The Alien Wars (fase 2), Mega Man 7 (en los créditos), Axelay y Tiny Toon Adventures, entre otros juegos de la consola.[cita requerida]
La consola disponía de ocho modos gráficos, numerados del 0 al 7, el último tiene una sola capa que puede ser escalada y ser rotada. 
Si la máquina soporta este método, se cambian con rapidez la rotación para dar sensación de profundidad, lo más característico del modo 7. El efecto crea la impresión de escenas que continúan en la distancia. El modo 7 era especialmente usado por Square, como en Chrono Trigger, donde era usado en fondos para dar una sensación de profundidad y alcance.

## Limitaciones
Dado que únicamente puede funcionar en fondos, no es posible aplicarlo a los objetos dentro del plano horizontal de los sprites. Por ejemplo, un suelo o un techo pueden seguir siendo parte de un fondo en Super Nintendo, si están totalmente sobre o bajo el campo.

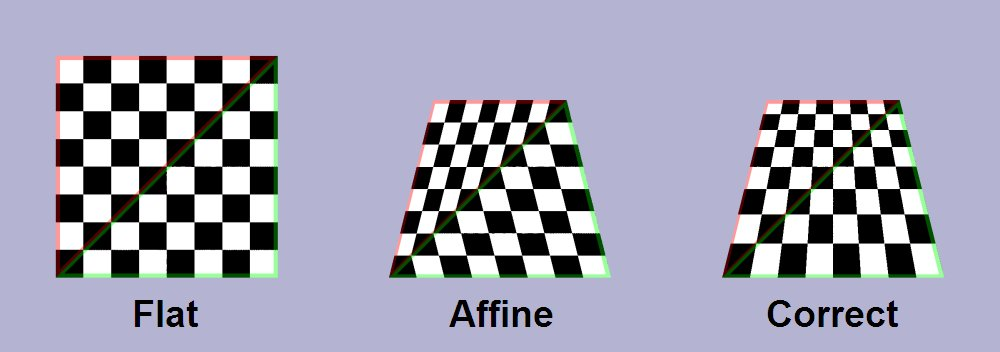

- Datos: Q1351825
- Multimedia: Mode 7 / Q1351825